# Canadian Soccer League
A Canadian Soccer League com acrônimo CSL e traduzida como: Liga Canadense de Futebol é uma liga de futebol semi-profissional e não sancionado no Canadá. Antigamente, era sancionado pela Associação Canadense de Futebol, mas agora tem filiados-se com a organização conhecida como Federação de Futebol do Canadá (SFC). Foi precedida pela National Soccer League (NSL), Canadian National Soccer League (CNSL) e Canadian Professional Soccer League (CPSL), porém em 2006, renomeada Canadian Soccer League.
A CSL não é sancionada pela Associação Canadense de Futebol e pela FIFA devido a um escândalo de manipulação de resultados. Dessa forma não é considerada uma liga oficial.
Em 2019 a Canadian Premier League começou a jogar, sendo sancionada pela Associação Canadense de Futebol como liga de primeira divisão do Futebol Canadense.

## Formato do torneio
A partir de 1998, o torneio é composto por duas fases, a primeira fase conta com todos os clubes em um sistema de pontos corridos, onde todos enfrentam todos em turno e returno. A Segunda fase é composta dos classificados da fase anterior, entre 4-8 classificados, dependendo da temporada, esta fase tem sistema eliminatórios.

## Campeões
| Ano           | Ganhador                | Placar                            | Vice                      |
| ------------- | ----------------------- | --------------------------------- | ------------------------- |
| 1998          | St. Catharines Wolves   | 2-2 pro 4-2 pen.                  | Toronto Olympians         |
| 1999          | Toronto Olympians       | 2-0                               | Toronto Croatia           |
| Primus Cup    |                         |                                   |                           |
| 2000          | Toronto Croatia         | 2-1                               | Toronto Olympians         |
| Rogers Cup    |                         |                                   |                           |
| 2001          | St. Catharines Wolves   | 1-0                               | Toronto Supra             |
| 2002          | Ottawa Wizards          | 2-0                               | North York Astros         |
| 2003          | Brampton Hitmen         | 1-0                               | Vaughan Shooters          |
| 2004          | Toronto Croatia         | 4-0                               | Vaughan Shooters          |
| 2005          | Oakville Blue Devils    | 2-1 pro                           | Vaughan Shooters          |
| 2006 Detalhes | Italia Shooters         | 1-0                               | Serbian White Eagles      |
| Givova Cup    |                         |                                   |                           |
| 2007 Detalhes | Toronto Croatia         | 0-0, 4-1 4-1 (resultado agregado) | Serbian White Eagles      |
| 2008 Detalhes | Serbian White Eagles    | 2-2 pro 2-1 pen.                  | Trois Rivieres Attak      |
| 2009 Detalhes | Trois Rivieres Attak    | 0-0 pro 3-2 pen.                  | Serbian White Eagles      |
| 2010 Detalhes | Brantford Galaxy SC     | 3-0                               | Hamilton Croatia          |
| 2011 Detalhes | Toronto Croatia         | 1-0                               | Capital City F.C.         |
| 2012 Detalhes | Toronto Croatia         | 1-0                               | Montreal Impact Academy   |
| 2013 Detalhes | SC Waterloo Region      | 3-1                               | Kingston FC               |
| 2014 Detalhes | York Region Shooters    | 1-1 pro 5-4 pen.                  | Toronto Croatia           |
| 2015 Detalhes | Toronto Croatia         | 1-0                               | SC Waterloo Region        |
| 2016          | Serbian White Eagles FC | 2-1 pro                           | Hamilton City Soccer Club |
| 2017          | York Region Shooters    | 1-1 pro 5-4 pen.                  | Scarborough SC            |
| 2018          | FC Vorkuta              | 1-1 pro 6-5 pen.                  | Scarborough SC            |
| 2019          | Scarborough SC          | 2-0                               | FC Ukraine United         |

## Por Clubes
| Clube                          | Títulos | Vice | Títulos por anos             | Vices por anos   |
| ------------------------------ | ------- | ---- | ---------------------------- | ---------------- |
| Toronto Croatia                | 6       | 1    | 2000, 2004, 2007, 2011, 2012 | 1999, 2014, 2015 |
| York Region Shooters           | 2       | 3    | 2006, 2014                   | 2003, 2004, 2005 |
| St. Catharines Wolves          | 2       | –    | 1998, 2001                   | –                |
| Serbian White Eagles           | 1       | 3    | 2008                         | 2006, 2007, 2009 |
| Durham Storm (extinto)         | 1       | 2    | 1999                         | 1998, 2000       |
| Trois-Rivieres Attak (extinto) | 1       | 1    | 2009                         | 2008             |
| Brampton City United           | 1       | –    | 2005                         | –                |
| Brantford Galaxy SC            | 1       | –    | 2010                         | –                |
| Brampton Stallions (extinto)   | 1       | –    | 2003                         | –                |
| Ottawa Wizards (extinto)       | 1       | –    | 2002                         | –                |
| SC Waterloo Region             | 1       | –    | 2002                         | –                |
| Hamilton Croatia               | –       | 1    | –                            | 2010             |
| North York Astros              | –       | 1    | –                            | 2002             |
| SC Toronto                     | –       | 1    | –                            | 2001             |
| Capital City F.C.              | –       | 1    | –                            | 2011             |
| Montreal Impact Academy        | –       | 1    | –                            | 2012             |